# 碳化鈮
碳化鈮（NbC和Nb2C）是一種十分堅硬的耐火陶瓷材料，在商業上用於切割工具的车刀。它通常會經烧结處理，頻繁當添加劑用作置換沉澱碳化物的晶粒長大抑制劑。它是有紫色光澤的棕灰色粉末。它耐腐蚀性良好。 

## 合成
可以在1800 °C的真空裡將氧化鈮和焦炭共熱，製備碳化鈮。 

## 性質及用途
碳化鈮的杨氏模量大約為452 GPa，剪切模量為182 GPa。它的泊松比為0.227。
碳化鈮在奥氏体的溶度積是所有耐火金屬碳化物中的最低，所以它常用於微合金化鋼（microalloyed steel）。這意味著微米大小的碳化鈮沉澱物在加工過程中的所有溫度下幾乎都不可溶於鋼，而沉澱物在晶界的位置可以阻止它們在這些鋼裡過度晶粒生長。它們帶來了巨大的益處，是微合金化鋼的基礎，因為它們一致細小的晶粒度使之堅硬有力。自然生成的化合物中只有氮化钛的溶解度更低，限制鋼的晶粒生長的能力更強。 
碳化鈮在空氣中可以在200-800 °C燃燒，依晶粒度而定。一層碳化鈮可以經化学气相沉积製造。碳化锆和碳化鈮可以用作核反应堆的耐火塗層。 

## 自然生成
自然生成的碳化鈮被視為一個極為罕見的礦物。